# Fresne-Cauverville
Fresne-Cauverville is een gemeente in het Franse departement Eure (regio Normandië) en telt 161 inwoners (1999). De plaats maakt deel uit van het arrondissement Bernay.

## Geografie
De oppervlakte van Fresne-Cauverville bedraagt 6,1 km², de bevolkingsdichtheid is 26,4 inwoners per km².
De onderstaande kaart toont de ligging van Fresne-Cauverville met de belangrijkste infrastructuur en aangrenzende gemeenten.

## Demografie
Onderstaande figuur toont het verloop van het inwonertal (bron: INSEE-tellingen).